# Villars-le-Sec
Villars-le-Sec es una comuna francesa situada en el departamento del Territorio de Belfort, de la región de Borgoña-Franco Condado.

## Geografía
Está ubicada a 22 km al este de Belfort et fronteriza con Suiza.

## Demografía
| 93 | 77 | 75 | 84 | 96 | 123 | 151 | 167 |
| Para los censos de 1962 a 1999 la población legal corresponde a la población sin duplicidades (Fuente: INSEE [Consultar]) |    |    |    |    |     |     |     |